# El corredor de fondo (novela)
El corredor de fondo (en inglés original The Front Runner) es una novela de 1974 escrita por Patricia Nell Warren. El libro narra una historia de amor entre un entrenador de carreras y su atleta estrella. The Front Runner es conocida por ser la primera novela gay contemporánea en lograr un gran éxito comercial y crítico. 

## Sinopsis
Harlan Brown es el director deportivo del ficticio Prescott College, una universidad privada, progresista y experimental de artes liberales en Nueva York. Harlan, un ex marine que no ha revelado su sexualidad, abandonó un prestigioso puesto de entrenador en la Universidad Estatal de Pensilvania tras recibir falsas acusaciones de conducta sexual inapropiada por parte de un estudiante. Por temor a ser descubierto, Harlan se recluyó en una oscura universidad y renunció a su sueño de entrenar a atletas olímpicos.

## Recepción
The Front Runner fue un éxito comercial y de crítica tras su lanzamiento, convirtiéndose en el primer libro de ficción gay contemporánea en llegar a la lista de los más vendidos del New York Times. En su reseña, The New York Times calificó la novela como "la historia de amor más conmovedora y monumental jamás escrita sobre la vida gay". Hasta 2013, The Front Runner había vendido más de 10 millones de copias y ha sido traducida a al menos nueve idiomas, incluidos japonés, alemán, francés, danés, sueco, holandés e italiano; fue la novela gay más vendida publicada en España y la primera novela gay jamás publicada en Letonia.

## Adaptación cinematográfica
Poco después de su publicación, The Front Runner se convirtió en tema de interés para su adaptación como película. En las décadas siguientes, una serie de productores y directores participaron en la adaptación de la película, entre los que destacan Paul Newman, así como Frank Perry, Arthur Allan Seidelman y Jeremy Larner. Ninguno de estos esfuerzos resultó en una película. En el momento de la muerte de Warren en febrero de 2019, los derechos cinematográficos se transfirieron a su fideicomiso patrimonial.

## Secuelas
Harlan's Race, una secuela directa de The Front Runner, se lanzó en 1994, seguida de Billy's Boy en 1997. Warren completó el cuarto libro de la serie, Virgin Kisses, semanas antes de su muerte en febrero de 2019. Sus libros continúan siendo publicados por su patrimonio bajo su sello Wildcat Press.

## Legado
The Front Runner inspiró el cambio de nombre de un club de corredores LGBT en San Francisco, "The Lavender-U Joggers". Fundada en 1974 en asociación con la ahora extinta Universidad Lavender, la asociación se reorganizó en 1978 y cambió su nombre a "The FrontRunners". Durante la década siguiente, se crearon más de 100 clubes FrontRunners en todo el mundo. International Frontrunners se fundó en Filadelfia en 1999 como una asociación de los numerosos clubes FrontRunners.